# 히스 브라더스
히스 브라더스(Heath Brothers)는 1975년 필라델피아에서 지미(Jimmy, 테너 색소폰), 퍼시(Percy, 베이스), 앨버트 "투티" 히스(Albert "Tootie" Heath, 드럼) 형제와 피아니스트 스탠리 코웰(Stanley Cowell)이 결성한 미국의 재즈 그룹이다. 토니 푸로네(Tony Purrone, 기타)와 Mtume(퍼커션)이 나중에 그룹에 합류했다. 투티는 1978년에 탈퇴했고, 아키라 타나가 잠시 그를 대신한 후 1982년에 돌아왔다. 이들은 또한 일부 녹음 날짜에 다른 사이드맨을 추가했다.
이 그룹은 1978년과 1981년 사이에 "Mellowdrama", "For the Public", "Use it (Don't Abuse it)", "Dreamin'"의 4개 싱글을 발표했다. 1980년 LP "Expressions of Life"의 트랙인 "Dreamin'"은 영국 차트에 오르지 못했지만 영국에서 가장 많이 방송되었다.
두 명의 형제인 지미와 투티와 필요에 따라 사이드맨을 추가한 이 그룹은 퍼시가 2005년에 사망한 후에도 계속 공연하고 녹음했다. 퍼시가 사망하기 직전인 2004년에 녹음된 DVD, "Brotherly Jazz: The Heath Brothers"는 세 형제가 함께 연주한 마지막 시간 중 하나였으며, 형제들의 개인적인 삶과 감옥, 마약, 차별, 분리를 포함하여 많은 재즈 뮤지션이 20세기 후반에 다루었던 사회 정치적 문제를 연대기적으로 기록했다. 2009년 CD "Endurance"는 퍼시가 없는 첫 번째 CD였으며, 그의 형을 추모하기 위해 작곡한 "From a Lonely Bass"를 포함하여 지미의 오리지널 곡 7개가 수록되어 있다.
퍼시 히스는 2005년 4월 28일에 사망했다. 지미 히스는 2020년 1월 19일에 사망했다. 투티는 2024년 4월 3일에 사망했다.

## 음반
- Marchin' On (1975) (Strata-East Records)
- Paris '76 (1976) (Sam Records)
- Passin' Thru (1978) (Columbia Records)
- Live at the Public Theatre (1979) (Columbia Records)
- In Motion (1979) (Columbia Records)
- Expressions of Life (1980) (Columbia Records)
- Brotherly Love (1981) (Antilles Records)
- Brothers and Others (1981) (Antilles Records)
- Dave's Haze (1997) (Concord Records)
- As We Were Saying (1997) (Concord Records)
- Jazz Family (1998) (Concord Records)
- Pat Metheny & The Heath Brothers: The Move to the Groove Session (2000) (West Wind)
- Endurance (2009) (Jazz Legacy Productions)